# Gerhard Gutberlet
Gerhard Gutberlet (* 1963 in Fulda) ist ein deutscher Theater- und Filmschauspieler. Er lebt in Berlin.
Gerhard Gutberlet wurde von 1987 bis 1991 in Berlin zum Schauspieler ausgebildet und war zunächst als Theater-Schauspieler aktiv. Ab 1998 wurde er auch in Nebenrollen in Film und Fernsehen gebucht. So spielte er neben diversen Serien auch in Palermo Shooting (2008) und HARTs 5 – Geld ist nicht alles (2013) mit.
Seit 2013 gehört er zum Ensemble des Theaters Comédie Soleil in Werder (Havel).

## Filmografie (Auswahl)
- 1998: Hinter Gittern – Der Frauenknast (Fernsehserie, eine Folge)
- 1999: Ritas Welt (Fernsehserie, eine Folge)
- 1999: Holgi – Der böseste Junge der Welt
- 1999: Der letzte Zeuge (Fernsehserie, eine Folge)
- 2002, 2004: Schloss Einstein (Fernsehserie, 2 Folgen)
- 2002, 2005: Im Namen des Gesetzes (Fernsehserie, 2 Folgen)
- 2005: Löwenzahn (Fernsehserie, eine Folge)
- 2006: Küstenwache (Fernsehserie, eine Folge)
- 2007: Guitar Men
- 2008: Palermo Shooting
- 2008: 8
- 2012: Klinik am Alex (Fernsehserie, eine Folge)
- 2013: HARTs 5 – Geld ist nicht alles
- 2018: Extraklasse